# TP-82複合手槍
TP-82（俄语：ТП-82）是一款由苏联槍械設計師伊戈爾·亞歷山德羅·斯克雷列夫研製、讓宇航员於航天任務中使用的複合手枪，發射12.5×70毫米散彈和5.45×39毫米蘇聯口徑步枪子彈。

## 概述
TP-82的設計目的是用作在西伯利亚荒野著陸以後得到救援之前使用的一種生存輔助武器。上方的兩根滑膛槍管發射12.5×70毫米彈藥（40號口徑），而下方的膛線槍管則是使用5.45×39毫米5.45×39毫米蘇聯口徑步枪彈藥。該手槍可用於狩獵、防範捕食者和發射能耳聞目睹的求救信號。可拆卸的槍托也是一把附帶帆布製護套的開山刀。
從1986年至2006年，多把TP-82經常被蘇聯和俄羅斯用於太空任務，他們是聯盟號便攜式應急生存工具包（Носимый аварийный запас，Nosimyi Avariynyi Zapas，NAZ）的一部分。但在2007年，有媒體報導，TP-82剩餘的彈藥已經變得不能使用，並決定未來的任務中攜帶的是一般半自動手槍。

## 流行文化

### 電子遊戲
- 2020年—《使命召唤：黑色行动冷战》：命名为“Marshal”，于2021年8月18日随第五赛季更新添加进游戏。
- 2023年—《蔚藍檔案》：姬木愛瑠的固有武器「創作的……痛苦！」原型。

## 外部連結
- （英文）—Russia has the corner on guns in space（页面存档备份，存于） - MSNBC, updated 2:09 p.m. PT, Tues., Feb. 12, 2008
- （英文）—The Firearm Blog.com—TP-82 : Russian space pistol / shotgun / carbine / flare gun no longer being carried into space（页面存档备份，存于）
- （英文）—Soviet cosmonauts carried a shotgun into space（页面存档备份，存于）
- （英文）—NBC News—Russia has the corner on guns in space（页面存档备份，存于）